# Befa surprend ses frères
Albums de Fabe
Lentement mais sûrement
(1996)
Befa surprend ses frères est le premier album du rappeur français Fabe.

## Liste des titres
1. Lentement mais sûrement - 4:43
2. Qui vivra verra - 4:16
3. Befa surprend ses frères - 3:44
4. Voici mon avis - 4:36
5. Interlude - 0:59
6. Ca fait partie de mon passé - 4:14
7. Fais moi du vent - 4:48
8. Joe "la monnaie" - 3:37
9. Phantomas - 0:39
10. Je n'aime pas (remix) - 3:44
11. La raison - 4:11
12. Aucune solution - 3:48
13. C'est un jeu d'enfant (Cut Killer Mix) - 6:15